# Bourreria moaensis
Bourreria moaensis är en strävbladig växtart som beskrevs av Nathaniel Lord Britton. Bourreria moaensis ingår i släktet Bourreria och familjen strävbladiga växter. Inga underarter finns listade i Catalogue of Life.